# Балка Сірий Острів
Балка Сірий Острів — балка (річка) в Україні у Черкаському районі Черкаської області. Ліва притока річки Медянки (басейн Дніпра).

## Опис
Довжина балки приблизно 8,65 км. Формується декількома струмками та загатами. На окремих ділянках балка пересихає.

## Розташування
Починається південно-західніше села Будо-Орловецька. Тече переважно на південний схід, через село Теклине, і впадає у річку Медянку, ліву притоку річки Сріблянки.

## Цікаві факти
- У селі Теклине балку перетинає автошлях Н01[3] (автомобільна дорога національного значення в Україні, Київ — Знам'янка, що проходить територією Київської, Черкаської та Кіровоградської областей).
- На балці існують водокачка, газгольдер та газова свердловина[1].